# Оскарвилл
Оскарвилл (англ. Oscarville, центр. юпик Kuiggayagaq) — статистически обособленная местность, которая находится в зоне переписи Бетел, штат Аляска, Соединённые Штаты Америки. На переписи 2010 года население составляло 70 человек.

## География
По данным Бюро переписи населения США, CDP имеет общую площадь 1,6 квадратных миль (4,1 км2), из которых 1,5 квадратных мили (3,9 км2) — это земля и 0,1 квадратных мили (0,26 км²) от неё (8,54% ) — представляет собой воду.

## Демография
По состоянию на перепись 2000 года в CDP было 61 человек, 15 домашних хозяйств и 12 семей. Плотность населения составляла 40,6 человек на квадратную милю (15,7 / км ²). Было 20 единиц жилья при средней плотности 13,3 / кв. миль (5,1 / км²). Расовый состав CDP составлял 0,00% белых, 98,36% коренных американцев и 1,64% от двух или более рас.
Было 15 домашних хозяйств, из которых 53,3% имели детей в возрасте до 18 лет, проживающих с ними, 66,7% были женатыми парами, живущими вместе, у 6,7% были материм-одиночками без мужей, а 20,0% были не женатыми. 20,0% всех домохозяйств состоят из отдельных лиц, все они моложе 65 лет. Средний размер домохозяйства составил 4,07, а средний размер семьи — 4,58.
В CDP население было распространено по следующим возрастным категориям: с 42,6% в возрасте до 18 лет, 6,6% с 18 до 24, 27,9% с 25 до 44, 14,8% с 45 до 64 и 8,2% в возрасте 65 лет и старше. Медианный возраст составлял 25 лет. На каждые 100 женщин приходилось 110,3 мужчин. На каждые 100 женщин в возрасте 18 лет и старше приходилось 133,3 мужчин.
Средний доход для домашнего хозяйства в CDP составлял 8 125 долларов США, а средний доход для семьи составлял 16 250 долларов США. Средний доход мужчин составил 24 375 долларов США, в то время как средний доход женщин составил 0 долларов США. Доход на душу населения для CDP составлял 5 824 доллара США. Было 50,0% семей и 40,0% населения, живущего за чертой бедности, в том числе 18,8% из них в возрасте до восемнадцати лет.